# Cheiracanthium silaceum
Cheiracanthium silaceum là một loài nhện trong họ Miturgidae.
Loài này thuộc chi Cheiracanthium. Cheiracanthium silaceum được William Joseph Rainbow miêu tả năm 1897.